# Carpathian Forest
I Carpathian Forest sono una band black metal norvegese, nata nel 1990 su iniziativa di Nattefrost e Nordavind. Il gruppo è tra i principali esponenti del black metal avendo ottenuto, grazie soprattutto al disco Morbid Fascination of Death, notorietà internazionale.
I Carpathian Forest si caratterizzano rispetto alle altre band black metal per i temi trattati: dalle loro liriche non emergono soltanto temi satanici ed anticristiani, ma anche relativi al sadismo, alla depravazione, al suicidio. Furono tra gli ultimi gruppi ad esibirsi al Circolo Colony come headliner al Black Winter Fest.

## Formazione

### Formazione attuale
- "Hellcommander" Nattefrost (Roger Rasmussen) - voce, chitarra, tastiere, basso (1990-)
- Malphas - chitarra, basso (2017-)
- Audun - batteria (2017-)
- Erik Gamle - chitarra (2017-)
- Slakt - basso (2017-)

### Ex componenti
- J. Nordavind - voce, chitarra, tastiere, arrangiamenti - (1990-2000)
- Lazare (Lars Are Nedland) - batteria - (1998-1999)
- Damnatus -  basso  (1992-1993)
- Lord Blackmangler - batteria (1992-1993)
- A. Kobro - batteria (1999-2014)
- Blood Pervertor - chitarra (2003-2014)
- Vrangsinn - basso, tastiere, chitarra (1999-2014)
- Tchort - basso, chitarra (1999-2014)

## Discografia

### Album in studio
- 1998 - Black Shining Leather
- 2000 - Strange Old Brew

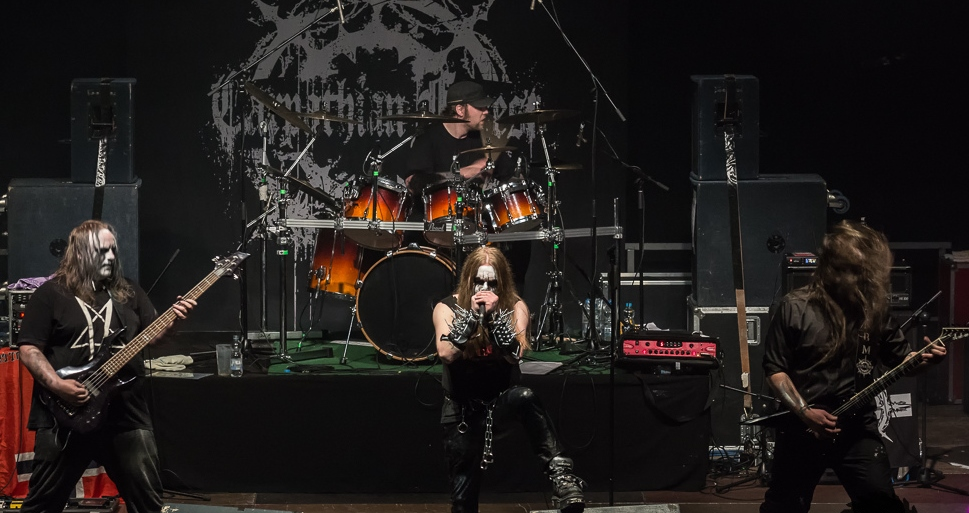
I Carpathian Forest al Ragnaroek 2013

- 2001 - Morbid Fascination of Death
- 2003 - Defending the Throne of Evil
- 2006 - Fuck You All!!!! Caput tuum in ano est

### Raccolte
- 1997 - Bloodlust and Perversion
- 2002 - We're Going to Hell for This - Over a Decade of Perversions
- 2004 - Skjend Hans Lik

### EP
- 1995 - Through Chasm, Caves and Titan Woods
- 2018 - Likeim

### Singoli
- 1999 - He's Turning Blue

### Demo
- 1992 - Bloodlust & Perversion
- 1992 - Rehearsal Tape
- 1993 - In These Trees Are My Gallows
- 1993 - Journey through the Cold Moors of Svarttjern

## Videografia

### DVD
- 2004 - We're Going to Hollywood for This - Live Perversions